# عضدالدوله دیلمی
پناه‌خسرو (فناخسرو) دیلمی که اغلب با لقب عربی عَضُدالدوله ابوشجاع شناخته می‌شود (زاده ۲۴ سپتامبر ۹۳۶ میلادی و درگذشته ۲۶ مارس ۹۸۳ برابر با سوم دی ۳۱۵ و ۶ فروردین ۳۶۲) یکی از امیران خاندان بوئیان در ایران و عراق بود. او بزرگ‌ترین امیر این خاندان شمرده می‌شود.

## عهدرکن‌الدوله

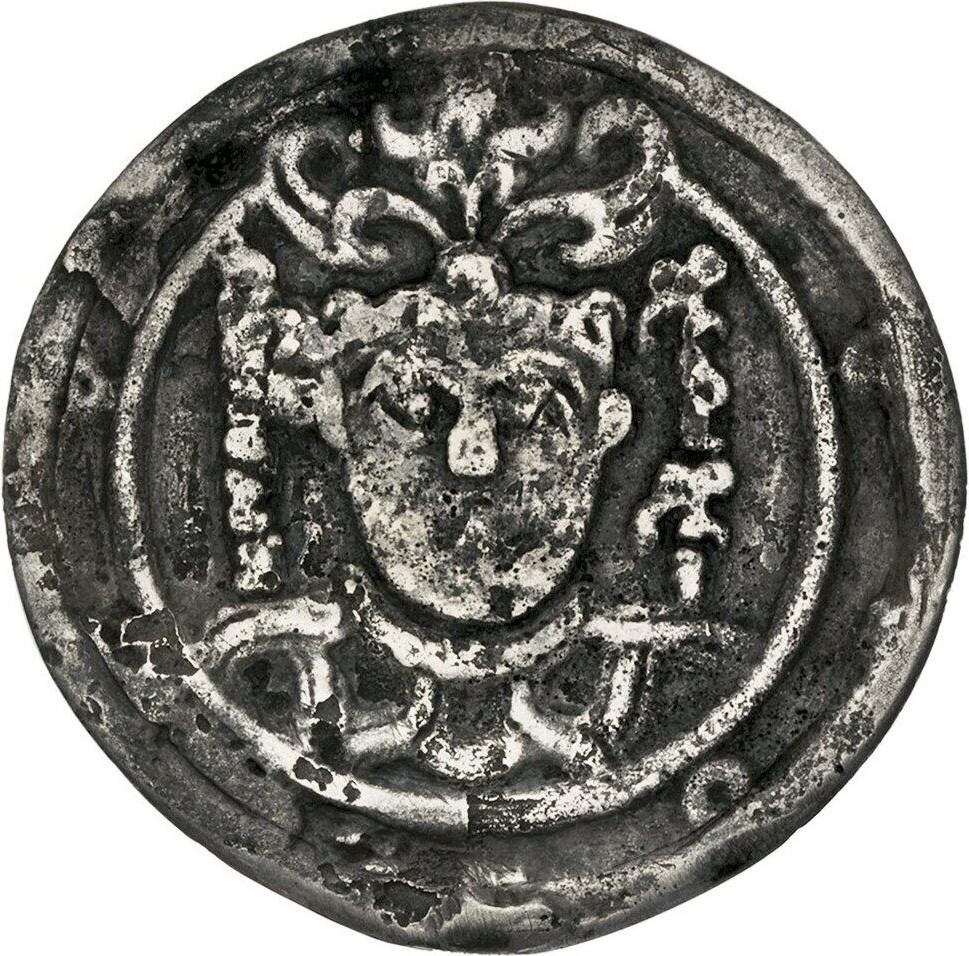
درهم رکن‌الدوله دیلمی

پناه‌خسرو در سال ۹۴۹ م. پس از درگذشت عمویش عمادالدوله علی، بنا به وصیت او، هنگامی که سیزده سال سن داشت در شیراز به تخت نشست. در این هنگام پدرش رکن‌الدوله حسن هنوز زنده بود. رکن‌الدوله وارث لقب امیرالامرایی بوئیان گردید و پناه‌خسرو عملاً تا مدت‌ها نایب و عامل پدرش بود. به گواهی سکه‌ای که تاریخ سال ۳۴۰ ه‍.ق / ۲–۹۵۱ م را دارد. به زودی پناه‌خسرو لقب عضدالدوله را از خلیفه بغداد دریافت کرد. هر چند که به نظر می‌رسد که در ابتدا قصد آن بود که لقب تاج‌الدوله به پناه‌خسرو داده شود، ولی آشکاراً عموی پناه‌خسرو یعنی معزالدوله احمد، امیر بوئیانِ بغداد، لقب تاج‌الدوله (تاج پادشاهی) را برای برادرزاده‌اش زیادی دانسته و لاجرم خلیفه به لقب عضدالدوله (بازوی پادشاهی) اکتفا کرده است.
در بیشتر این دوران که بیش از ۲۵ سال به درازا انجامید (بجز چند سال پایانی) وظیفه کشورداری و کشورگشایی عملاً بر دوش رکن‌الدوله بود و عضدالدوله در آرامش با ثبات پارس پرورش میافت تا به پادشاهی بزرگ دگرگونی گردد که می‌بایست درآینده نقش مهمی در تاریخ ایران بازی کند. هنگامی که امیران بزرگ نخستین بوئیان، عمادالدوله علی و رکن‌الدوله حسن خزانه اندکی از دانش داشتند و شاید حتی با خواندن و نوشتن نیز آشنا نبوده‌اند، عضدالدوله کاتبی زبر دست بود و سرودهٔ گفتن می‌دانست. یکی از استادان عضدالدوله، وزیر او (و رکن‌الدوله) ابوالفضل ابن العمید بود.

## عهد استقلال عضدالدوله
در سال ۹۷۶ م. رکن‌الدوله حسن درگذشت و با وجود مقاومتهایی از سوی دیگر امیران بوئیان، ابو شجاع عضدالدوله وارث لقب امیرالامرایی گردید. وی در سال ۹۷۷ م. عزالدوله فرزند معزالدوله را در خوزستان و سپس در سامرا شکست داد و کشته شد. سپس در رشته‌ای از جنگ‌ها که تا سال ۹۸۰ م. به‌پایان رسیدند، چیرگی خود را بر میان‌رودان و خراسان مسلم ساخت و پادشاه بی‌رقیب شاهنشاهی بویی گردید که گستره آن اکنون به مراتب از مرزهای دوران عمادالدوله علی فراتر رفته بود.
محدوده جغرافیایی شاهنشاهی بویی در عهد عضدالدوله از عمان تا دریای کاسپین و از کرمان تا سرحدات شمالی سوریه می‌رسید. عضدالدوله پس از فراغت از جنگ‌ها، به بغداد نقل مکان کرد. هر چند که شیراز تختگاه اولیه عضدالدوله، همچنان موقعیت سنتی پایتخت آل بویه را برای خود حفظ کرد.
در این زمان عضدالدوله علاوه بر لقب‌های امیر الامرا، امیر عادل و الملک العادل، رسماً عنوان شاهنشاه را اتخاذ کرده بود، عنوانی که از سال ۹۸۰ م. بر روی سکه‌های عضدالدوله نیز یافت می‌شود و نشان از گرایش او به پیوند با سنت ایرانی پیش از اسلام دارد. چنین گرایشی را در این دوران، نه تنها در عضدالدوله، بلکه در امرای مقدم بوئیان و همچنین زیاریان می‌توان جستجو کرد.
حضور سنگین عضدالدوله در بغداد موجب کشمکش‌های زیادی میان وی و خلیفه عباسی گردید، ولی در عمل عضدالدوله پیروز شد توانایی خلیفه را به تشریفات مذهبی محدود کرده، شکلی نخستین از جدایی مذهب از پادشاهی را به وجود آورد. در سال ۹۷۷ م. پس از شکست عزالدوله، مراسم مفصلی در بغداد برگزار گردید که طی آن عضدالدوله از خلیفه تاج و پرچم و لقب تاج المله را دریافت کرد. تکلف و پیچیدگی مراسم تاج‌گذاری عضدالدوله یاد آورد سنتهای تاج‌گذاری برخی پادشاهان سده‌های میانه در اروپا در حضور پاپ می‌باشد.
عضدالدوله که آشکار است در پایانهٔ عمر گرفتار نوعی مالیخولیای مزمن شده بود[بدون منبع] در سال ۳۷۲ ه‍.ق / ۹۸۳ م در بغداد درگذشت.

مدالیون‌های عضدالدوله
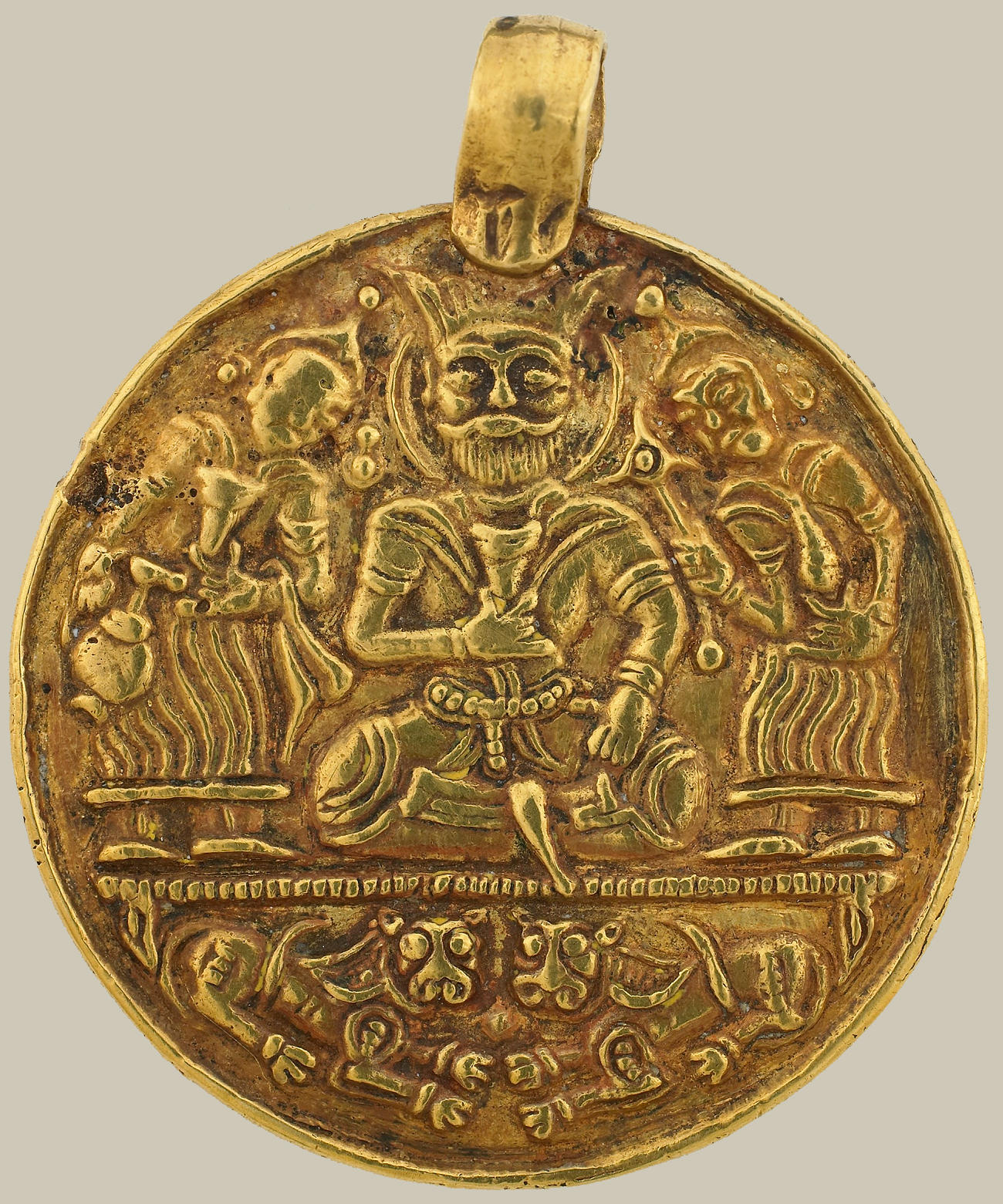
رو مدالیون زرین عضدالدوله به‌سبک پادشاهان ساسانی با تاج ساسانی
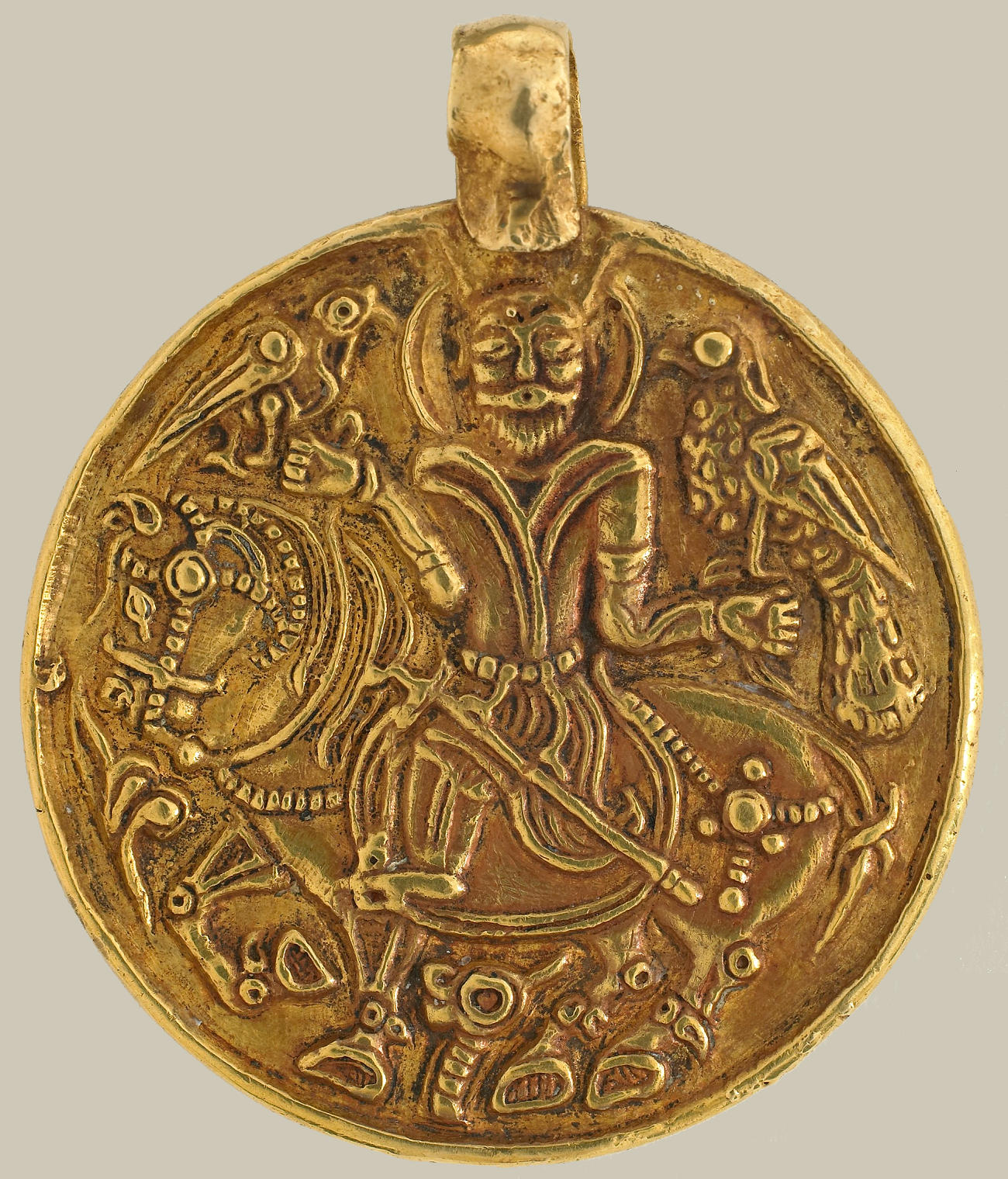
پشت مدالیون زرین عضدالدوله به‌سبک پادشاهان ساسانی با تاج ساسانی
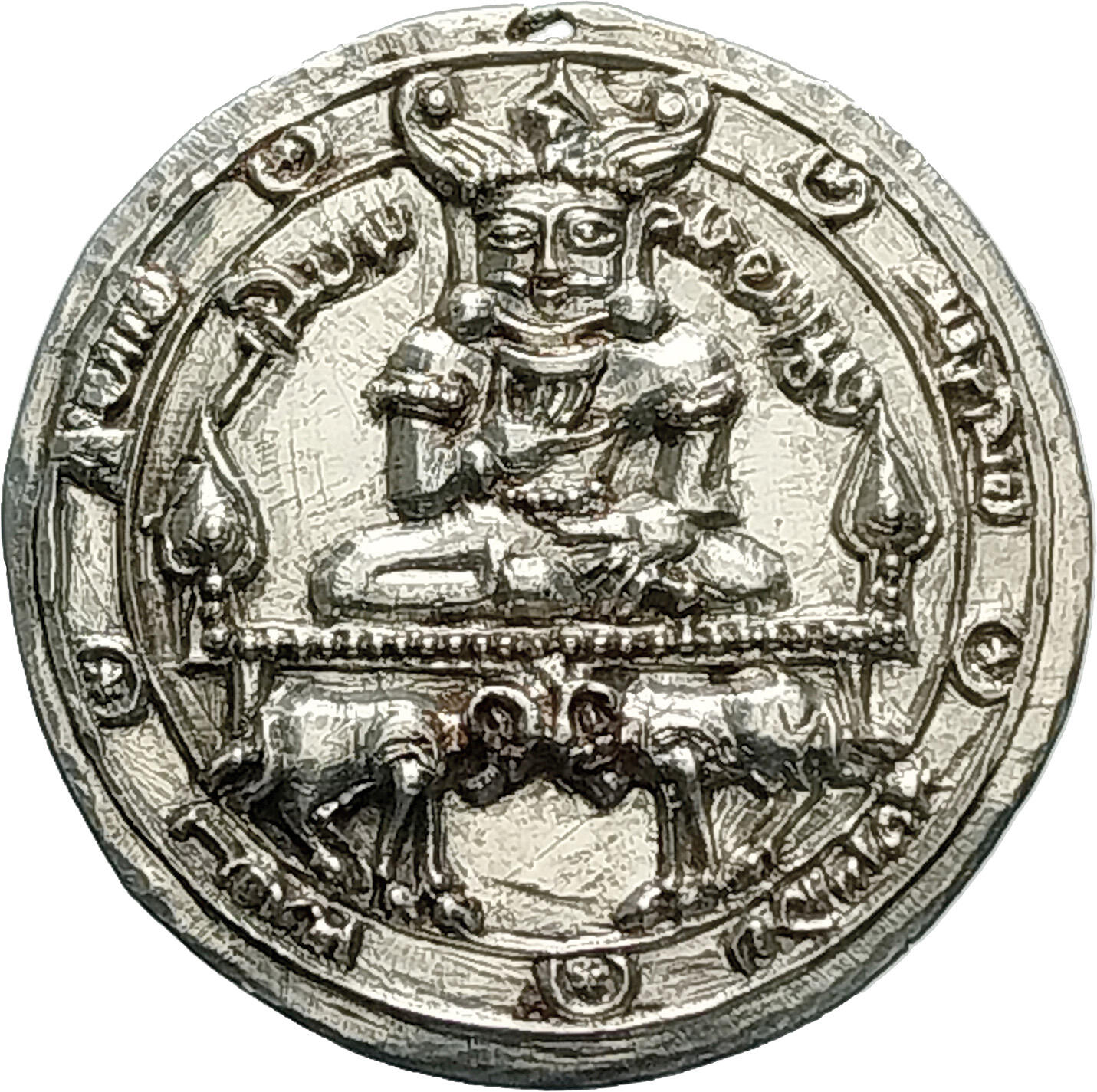
مدالیون سیمین عضدالدوله به‌سبک پادشاهان ساسانی با تاج ساسانی و نوشتاری به زبان پارسیگ

## کشورداری

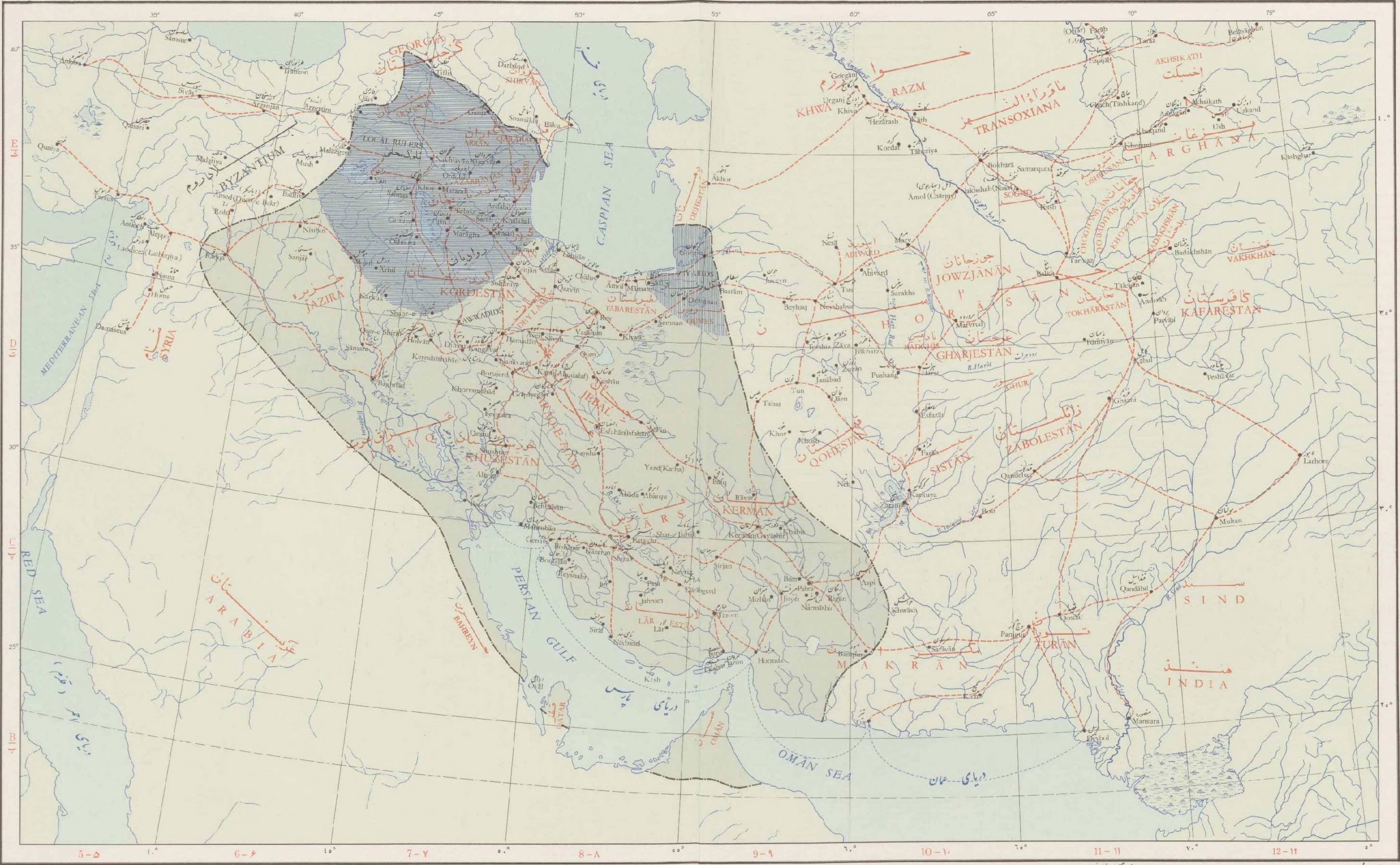
نقشه بوئیان (یمن نشان داده نشده است) از کتاب اطلس تاریخی ایران، نشر دانشگاه تهران

عضدالدوله، مانند فرمانروایان پیشین بویی، عباسیان را در بغداد حفظ کرد، که به نظر برخی از مسلمانان اهل سنت ، سلسله او را مشروعیت بخشید. با این وجود، وی نسبت به پیشینیان خود به فرهنگ پیش از اسلام ایران علاقه بیشتری نشان داد و به خاستگاه ایرانی خود افتخار می‌کرد. وی در کنار مهراسپند، موبد بزرگ زرتشتی ممسنی، از تخت جمشید بازدید کرد  که کتیبه‌های پیش از اسلام را در شهر برای او می‌خواند. عضدالدوله بعداً کتیبه ای در این شهر به جا گذاشت که درمورد آگاهی وی از وارث تمدن باستانی پیش از اسلام است. عضدالدوله حتی نسب خود را به پادشاه ساسانی، بهرام گور پنجم، نسبت داد و سکه‌هایی از خود ضرب کرد که او را با تاج و لباس ساسانی نشان می‌داد و کتیبه سنتی ساسانی را به همراه داشت؛ و خود را شاهنشاه نامید تا شاید جلال او بیشتر شود این موارد به خوبی نشان می دهد که او می کوشیده در پی تلاش رکن الدوله، سلطنتی ایرانی برپا سازد. لقب شاهنشاه در میان برخی از فرمانروایان آل بویه نیز مؤید این معنی است. اقدامات وی در کشتار اعراب از خوزستان تا بغداد از وی چهره ای مانند شاهپور دوم ترسیم ساخت به ویژه در کشتار ۳۰ یا ۳۵۶ هزار نفری زمان فتح بغداد که البته اغراق مورخان عرب نیز می‌باشد چهره ضد عرب این شاه پارسی‌تبار دیلمی وجه تشابه اقتدار و مشی ساسانی وی را بیش از پیش نمایان ساخت. او پشت سکه نوشته شده بود: باشد که شاه فانا خسرو طولانی زندگی کند.او چندین دولتمرد زرتشتی داشت که به او خدمت می کردند، مانند ابوسهل سعید بن فضل مجوسی که قبل از فتح عراق به عنوان نماینده او در بغداد خدمت می کرد.  ابوالفرج منصور بن سهل مجوسی که وزیر مالی او بود  و بهرام بن اردشیرالمجوسی که از  فرماندهان نظامی او بود ، به نظر می رسد عضدالدوله به مذهب آنها احترام زیادی می گذاشت

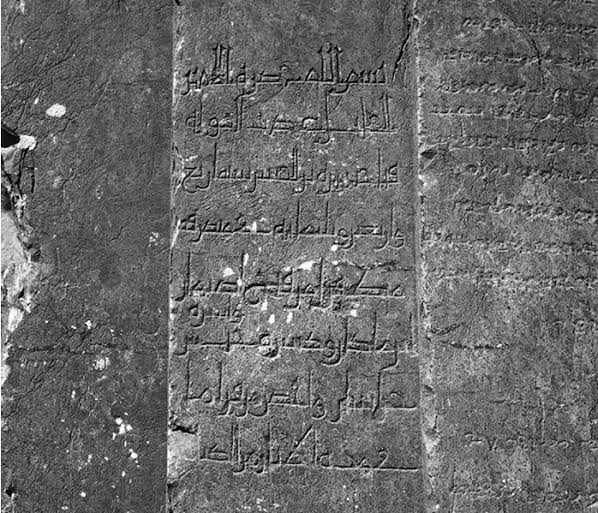
یکی از دو سنگ‌نوشته عضدالدوله در پارسه که درکنار سنگ‌نوشته شاپور سگانشاه و سنگ‌نوشته سلوک کنده شده است. نوشتار آن چنین است: «به نام خدا. فرمانروای بزرگ همایون، عضدالدوله پناه‌خسرو، پور حسن رکن‌الدوله دیلمی، این بنا را در سال ۳۴۴ هـ.ق. دید به هنگامی که از فتح اصفهان و اسارت پسر ماکان و شکست سپاه خراسان (سامانی)، پیروزمندانه به شیراز بازمی‌گشت و او کسی را که توانست نوشته‌های کنده‌شده بر این آثار را بخواند، به پیشگاه خود احضار کرد.» سپس در سنگ‌نوشته دوم، افزود: «امیر ابوشجاع عضدالدوله، که خدا یارش باد، در این‌جا، در صفر سال ۳۴۴ هـ. ق آماده آمد و نوشته روی این آثار بر وی خوانده شد. آن را علی بن سری کاتب، از کرخ و موبد مارسفند کازرونی خواندند».

با این حال، او هنوز هم نویسندگان عرب را بیشتر از نویسندگان فارسی ترجیح می‌داد. شواهد بسیار کمی وجود دارد که نشان دهنده علاقه وی به شعر پارسی است. او به زبان عربی گفتگو می‌کرد، به عربی می‌نوشت و افتخار می‌کرد که دانش آموختهِ اساتید معروف دستور زبان عربی بوده است. او به زبان عربی از جمله نجوم و ریاضیات به تحصیل علوم پرداخت. بسیاری از کتابهایی که به زبان عربی نوشته شده‌اند به او اختصاص داده شده‌اند چه از نظر مذهبی و چه سکولار. عضدالدوله ظاهراً به عربی و نه به پارسی علاقه نشان می‌داد، جریان اصلی زندگی اندیشه‌گری را در یک شهر استانی دنبال می‌کرد که در آن فرهنگ حاکم بر زبان‌های عربی و پارسی بود.
به نظر می‌رسد مانند بسیاری از معاصران خود، احساس نکرد که تحسین وی به تمدن پیش از اسلام با ایمان شیعه مسلمان او مغایرت داشته است. طبق برخی از گزارش‌ها، وی مرقد امام حسین در کربلا را ترمیم کرد، و مقبره امام علی را در نجف بنا کرد که امروزه با عنوان مسجد امام علی شناخته می‌شود. گفته می‌شود وی از یک سیاست مذهبی شیعه پیروی نکرده و نسبت به اهل تسنن تحمل داشت. او حتی سعی کرد با دادن دخترش در ازدواج با خلیفه به اهل سنت نزدیک شود، که این یک شکست بود زیرا خلیفه از ازدواج خودداری می‌کرد.

سکه‌های عضدالدوله
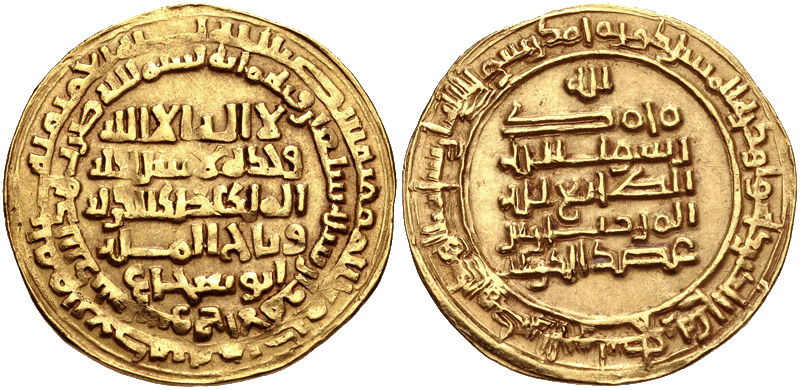
دینار عضدالدوله، ضرب اهواز در ۹۸۰/۱ م.
دینار ضرب بصره در ۹۸۲/۳ م.
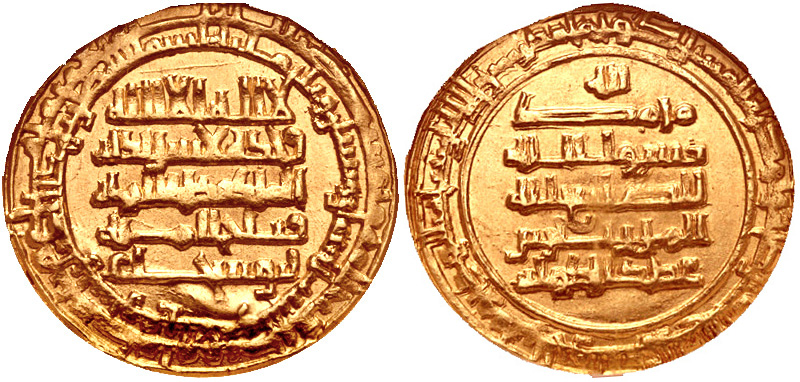
دینار عضدالدوله، ضرب اهواز در ۹۷۸/۹ م.

## شهرسازی در دوران عضدالدوله

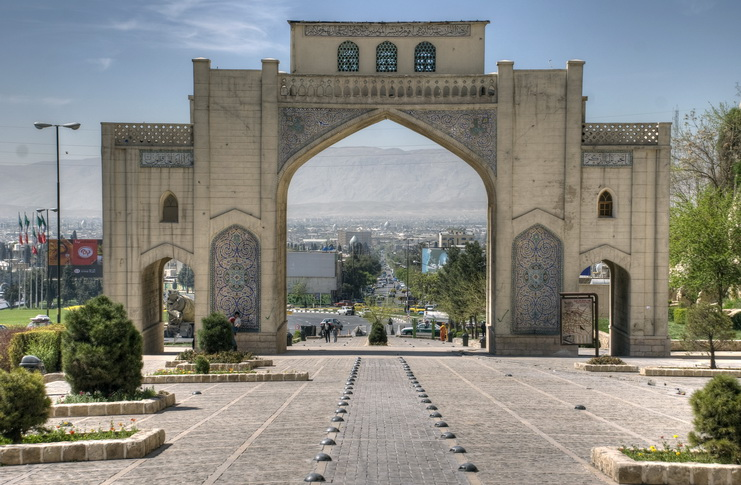
دروازه قرآن در شیراز این دروازه در عهد عضدالدوله ساخته شد

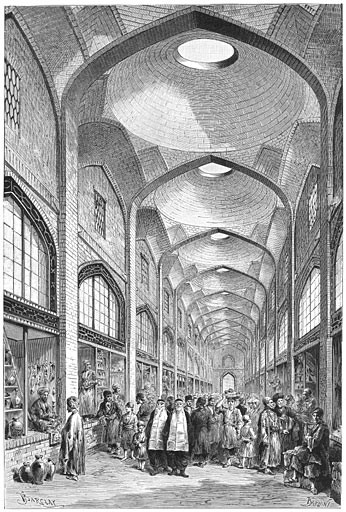
بازار وکیل شیراز اثر ژان دیولافوا بازاری که اصالاتاً در دوران عضدالدوله ساخته شد

آرامش نسبی و توجه عضدالدوله به آبادانی ملک موجب رونق کشور و ساخت ابنیه بسیار در این دوران گردید. عضدالدوله در شیراز ارگی برآورد. در پی رونق اقتصادی و رشد شهر شیراز محله‌ای جدید به نام فناخسرو گرد در شمال یا شمال شرق شیراز قدیم به این شهر اضافه کرد. کاخ عضدالدوله در شیراز دو طبقه داشته و با کتابخانه شامل سیصد و شصت اتاق می‌گشت. همچنین بند امیر (رود کر) که برای مهار آب رود کر برای مصارف کشاورزی ساخته شده از یادگارهای عضدالدوله است.
عضدالدوله شهر ساسانی گور را بازسازی کرد و نام آن را به فیروز آباد تغییر داد.
فعالیتهای شهرسازی عضدالدوله از مرزهای فارس فراتر می‌رود. مناره‌ای در سیرجان (خرابه‌های آن در هشت کیلومتری شرق سعیدآباد باقیست) از یادگارهای دیگر اوست. توسعه جاده‌ها در خوزستان و ساختن آبراهه‌ای میان کارون و فرات نمونه‌هایی از تلاش‌های عضدالدوله برای رونق بازرگانی در عصر آل بویه به دست می‌دهند. آبراههٔ یاد شده اکنون در شهرستان خرمشهر قابل مشاهده است و رود کارون را به اروند رود پیوند می‌دهد. این آبراهه سبب پیشگیری از سقوط کامل خرمشهر و آبادان در دوران جنگ تحمیلی در سال ۱۳۶۰شد.
عضدالدوله در بغداد نیز کاخ با شکوهی برآورد. برای این مقصود به مالکین خانه‌های بغداد وام داد و پته‌هایی که به آن‌ها داد شباهت عجیبی با اسکناس‌های امروزی دارند. عضدالدوله همچنین در بغداد بیمارستان بزرگی برآورد که بیمارستان عضدی نام گرفت. این بیمارستان در سال ۳۵۷ هجری (۹۷۸ میلادی) گشوده شد و دارای داروخانه بزرگی نیز بوده است. او برای استخدام کارکنان لازم از بهترین پزشکان دعوت به کار کرد. چنان‌که مورخان می‌نویسند تعداد کارکنان این بیمارستان به حدود هشتاد تن می‌رسید.
ابن اعلم از جمله دانشمندان این دوره است.

## خانواده
عضدالدوله به منظور حفظ صلح با فرمانروایان متعددی روابط سببی برقرار کرد؛ دخترش با طائع خلیفه عباسی ازدواج کرد، دختر دیگرش با بیستون حاکم دولت سامانی و زیاری ازدواج کرد. عضد الدوله خود زنان متعدد داشت از جمله: دختر بیستون؛ دختر ماناذر، شاه جستانیان ; دختر سیاهگیل، شاه گیلی. عضدالدوله از این ازدواج‌ها فرزندان متعددی از جمله ابو طاهر فیروزشاه، ابوالحسین احمد از دختر ماناذر، صمصام‌الدوله دیلمی، از دختر سیاهگیل؛ و شرف‌الدوله دیلمی، از یک صیغه ترک. عضدالدوله همچنین پسر جوانتری به نام بهاءالدوله دیلمی داشت.